# Клоцувка-Колонія
Клоцувка-Колонія (пол. Kolonia Klocówka) — частина села Клоцувка у Польщі, в Люблінському воєводстві Томашівського повіту, ґміни Тарнаватка.

## Історія
Первісним населенням Клоцувка-Колонії були русини-лемки, які компактно проживали на своїх історичних землях.